# Sara Cone Bryant
Sara Cone Bryant, née en 1873 aux États-Unis, est un auteur majeur de contes pour enfants. On lui doit Souricette et Épaminondas. Elle a écrit des versions de Boucles d'or et les Trois Ours, Les Trois Petits Cochons et La Petite Poule rousse. Son nom de plume est Miss Sara Cone Bryant, mais aussi Mrs. Theodore F. Borst et Sara Bryant Borst.

## Biographie
Nous disposons de peu d'informations sur sa vie. Elle est née à Melrose (Massachussets) le 4 janvier 1873. Elle a vécu à New York et a épousé en 1935 Franz Theodore Borst.
Elle a enseigné la littérature et la poésie anglaise au collège de Simmons à Boston de 1904 à 1906.
Son frère, Albert Bryant, a épousé Ettye Fletcher, fille de Charles Henry Fletcher (en), directeur de la société pharmaceutique Centaure (en) qui devint plus tard la Sterling Drug (en).

## Son œuvre
Elle a été publiée aux États-Unis par Houghton Mifflin Company, au Royaume-Uni par George G. Harrap & Co. Ltd et en France par Fernand Nathan. Elle a édité en 1917 deux ouvrages de Harriet Martineau et Juliana Horatia Ewing chez un éditeur de Boston : Ginn & Co.
Michèle Cochet rappelle que, « dans son livre paru en 1905, très novateur pour l'époque, How to Tell Stories to Children and Some Stories to Tell (Comment raconter des histoires à nos enfants et quelques histoires à raconter, Fernand Nathan, 1911), elle a puisé dans son expérience de conteuse pour donner aux éducateurs des conseils pratiques sur l'art de conter. Elle y présente un répertoire adapté aux plus petits, mettant l'accent sur l'importance de la transmission orale des contes, dont les valeurs éducatives et esthétiques lui semblent contribuer au développement intellectuel de l'enfant ». De très nombreuses traductions en français ont été éditées dans les collections de littérature de jeunesse ou en ligne.

## Liste des contes
Titres alternatifs suivant les traductions
- La Maison que Pierre a bâtie
- Les Aventures de la petite souris / Souricette / Souris Grise
- Épaminondas, le petit nègre / Épaminondas et sa Marraine (The Story of Epaminondas and his Auntie)
- Le Perroquet et le chat trop gourmand
- Le Petit Lapin, la baleine et l'éléphant / Comment compère Lapin vint à bout de la baleine et de l'éléphant / Le Lapin, la baleine et l'éléphant (How Brother Rabbit fooled the Whale and the Elephant)
- Le Petit Brin de coq
- Le Tigre, le sage et le chacal / Le Tigre et les deux petits chacals /  Les Petits Chacals et le lion (The Little Jackals and the Lions)
- Les Trois Petits Cochons (The Three little pigs)
- Le Serpent et la grenouille
- Picorette
- La Grenouille et le bœuf
- La Petite Poule rouge / La Petite Poule rousse
- Le Lion et le moucheron
- Le Petit Chacal et le vieux crocodile
- La Moitié de Poulet
- Le Buisson de ronces
- Le Petit Tailleur de Galway
- Le Frère de Jean Malpropre
- La Souris de villes et la souris des champs (The Country Mouse and the City Mouse)
- Le Roi des grenouilles
- Le Petit Sapin

### Œuvres originales
- How to Tell Stories To Children, and Some Stories to Tell (recueil de contes, 1905)Texte en ligne
- Best Stories to Tell to Children (recueil de contes, 1905)
- Stories to Tell the Littlest Ones (1907)
- Stories to Tell to Children. Fifty-four stories with some suggestions for telling Texte en ligne
- Epaminondas and His Auntie (1907)
- I am an American : first lessons in citizenship (manuel d'éducation civique, 1918)
- The Burning Rice Fields (conte extrait de How to Tell Stories to Children, and Some Stories to Tell)
- New Stories to Tell to Children : stories you have never heard (1923)
- Gordon and his friends : stories to read yourself (1924)

### Éditions françaises
Contes
- La Maison que Pierre a bâtie / d'après Miss Sara Cone Bryant ; ill. Simone Ohl. Paris : Nathan, 1946, 31 p. (Collection Belles histoires, belles images). Rééd. Paris : Memo, 2015, 36 p. (Collection Grandes rééditions).  (ISBN 978-2-35289-241-0)
- Les Trois Ours / d'après Miss Sara Cone Bryant ; ill. Simone Ohl. Paris : Nathan, 1946. Rééd. Paris : Memo, 2016, 36 p. (Collection Grandes rééditions).  (ISBN 978-2-35289-296-0)
- Les Aventures de la petite souris / d'après Miss Sara Cone Bryant ; ill. Simone Ohl. Paris : Nathan, 1947, 30 p. (Collection Belles histoires, belles images).
- Le Petit Chacal et le crocodile / d'après Miss Sara Cone Bryant ; ill. Simone Ohl. Paris : Nathan, 1946. Rééd. Paris : Memo, 2015, 34 p. (Collection Grandes rééditions).  (ISBN 978-2-35289-245-8)
- Les aventures de la petite souris / d'après Miss Sara Cone Bryant ; ill. Simone Ohl. Paris : Nathan, 1946. Rééd. Paris : Memo, 2014, 28 p. (Collection Grandes rééditions).  (ISBN 978-2-35289-226-7)
- Épaminondas, le petit nègre / d'après Miss Sara Cone Bryant ; ill. Simone Ohl. Paris : Nathan, 1947, 30 p. (Collection Belles histoires, belles images).
- Le Perroquet et le chat trop gourmand / d'après Miss Sara Cone Bryant ; ill. Simone Ohl. Paris : Nathan, 1948, 31 p. (Collection Belles histoires, belles images)
- Le Petit lapin, la baleine et l'éléphant / d'après Miss Sara Cone Bryant ; ill. Simone Ohl. Paris : Nathan, 1948, 32 p. (Collection Belles histoires, belles images).
- Le Petit Brin de coq / S. Cone Bryant ; ill. M. Romieux. Paris : Nathan, 1986, 5 p. (Contes en diapositives).
- Le Tigre, le sage et le chacal / Sarah Cone Bryant ; ill. Laurence Moussel ; adapt. pédagogique, Claude Giribone, Karine Lotigie. Paris : Nathan, 2002, 32 p. (Pas à page ; 4).  (ISBN 2-09-121633-X)
- Les Trois petits cochons (The Three little pigs) / Sarah Cone Bryant. Tourcoing : Artima, 1981, 16 p. (Contes en rose ; 13).  (ISBN 2-7311-0013-3)

Recueils de contes
- Comment raconter des histoires à nos enfants et quelques histoires racontées / par Miss Sara Cone Bryant ; ouvrage traduit librement de l'anglais par Mme Élisée Escande. Paris : Nathan, 1911, 304 p.
- Comment raconter des histoires à nos enfants. Quelques histoires racontées / par Miss Sara Cone Bryant ; ouvrage traduit librement de l'anglais par Mme Elisée Escande et augmenté de quelques récits. 2e série. Nouvelle édition. Paris, Nathan, (s. d.), 318 p.
- Contes du petit prince Pain d'Épice / Sarah Cone Bryant ; ill. Charles Barat. Paris : Nathan, 1990, 224 p. (Histoires à raconter).  (ISBN 2-09-222200-7)
- 3 histoires, 2 souris / Sarah Cone Bryant ; ill. Jean-Claude Luton. Paris : Nathan, 1991, 96 p. (Album à histoires).  (ISBN 2-09-210892-1)
- Histoires de souris et de poules (17 contes) / Sarah Cone Bryant ; ill. Jean-Claude Luton. Paris : Nathan, 1990, 224 p.(Histoires à raconter).  (ISBN 2-09-222202-3)
- Histoires à raconter / Sara Cone Bryant. Paris : Nathan, 1987, 124 p.
- Histoires pour rêver / Sarah Cone Bryant. Paris : Nathan, 1986, 125 p.
- Toutes mes histoires préférées / [textes de Natha Caputo et Sara Cone Bryant]. Paris : Nathan, 2009, 121 p.  (ISBN 978-2-09-252554-8)
- Contes du petit sapin (14 contes) / Sara Cone Bryant ; ill. Pichon. Paris : Nathan, 1992, 223 p. (Histoires à raconter).  (ISBN 2-09-222206-6)
- Contes du joueur de flûte (10 contes) / Sara Cone Bryant ; ill. Jean-Marc Costantino. Paris : Nathan, 1992, 222 p. (Histoires à raconter).  (ISBN 2-09-222207-4)
- Petites histoires à raconter (16 contes)
- Toutes mes histoires préférées / Natha Caputo, Sara Cone Bryant. Paris : Nathan, 2009, 121 p.  (ISBN 978-2-09-252554-8). Contient : Le Tigre et les deux petits chacals, Le Serpent et la grenouille, Picorette, La grenouille et le bœuf, La Petite Poule rouge, Le Lion et le moucheron, Le Petit chacal et le vieux crocodile, Comment compère Lapin vint à bout de la baleine et de l'éléphant.

Adaptations
- Épaminondas / Odile Weulersse ; d'après Sarah Cone Bryant ; ill. Kersti Chaplet. Paris : Père Castor-Flammarion, 1997, 41 p.  (ISBN 2-08-160423-X)
- Quoi, quoi, quoi ? dit le chat / d'après Sarah Cone Bryant ; ill. Magali Attiogbé ; Véronique Deroide, voix. Montpellier : Association Benjamins Media, 2008, 2 vol. (29 p., 59 p.). 1 disque compact (33 min 26 s). (J'écoute, je découvre, j'imagine).  (ISBN 978-2-912754-19-6)
- Souricette : conte traditionnel / ill. Myriam Deru. Paris : Nathan, 1997, 29 p. (Les petits cailloux).  (ISBN 2-09-490448-2)
- Les Aventures de la petite souris : conte traditionnel / ill. par Ginette Hoffman, raconté par Claude Morand. Paris : Nathan, 1987, 20 p. (Contes en images).  (ISBN 2-09-272295-6)
- Les Aventures de la petite souris / d'après Miss Sarah Cone Bryant ; ill. Lise Marin. Paris : Nathan, 1968. (Belles histoires, belles images).
- Souricette : conte traditionnel / adapté par Élisabeth Sebaoun ; ill. Maud Legrand. Paris : Tourbillon, 2010, 23 p. (Tam-tam du monde ; 20).  (ISBN 978-2-8480-1526-2)
- Souris grise / ill. Miss Clara. Paris : Scarabea, 2011, 20 p. (Les petits contes précieux).  (ISBN 9782849141892)
- Une histoire de singe / May d'Alençon ; ill. Kersti Chaplet. Paris : Père Castor-Flammarion, 2000, 24 p.  (ISBN 2-08-160119-2). D'après Le Lapin, la baleine et l'éléphant. Ici, le lapin s'est transformé en singe et le crocodile a remplacé la baleine.

### Sources
1. ↑  Déduction faite du changement de copyright avec changement de nom : Epaminondas and his Auntie. Boston & New York : Houghton Mifflin [1938], 16 p.
2. ↑  BNF, « Sara Cone Bryant » (consulté le 6 mars 2017).
3. ↑  Les Aventures de la petite souris / images Simone Ohl, éd. Mémo, 2014.
4. ↑  Anastasia Ortenzio, « Sara Cône Bryant, Contes à lire en ligne », Contes et comtines à lire en ligne, novembre 2011 (consulté le 6 mars 2017).